# Conclaaf van 1484
Het conclaaf van 1484 vond plaats tussen 26 en 29 augustus 1484 en was bijeengeroepen om een opvolger te kiezen voor paus Sixtus IV, die op 12 augustus 1484 was overleden. Als deken van het College van Kardinalen trad Rodrigo de Borja y Borja (de in 1492 verkozen paus Alexander VI) op.

## Voorgeschiedenis
De keuze van Sixtus IV tot paus op 9 augustus 1471 bracht een grote verandering teweeg in de invulling van het pausschap in die tijd. De Italiaanse gebieden, waartoe ook de pauselijke staat behoorde, kende roerige tijden; een tijd van interne conflicten, waarbij de republiek Venetië, het hertogdom Milaan en het koninkrijk Napels het initiatief hadden genomen, maar ook internationale conflicten waarbij landen als Frankrijk en het Heilige Roomse Rijk hun gezag wilden doen laten gelden over de Italiaanse gebieden.
Paus Sixtus IV was zich bewust van al deze bedreigingen, die zich ook richtten tegen de bezittingen van de pauselijke staat. In een vroeg stadium ging hij al (kortstondige) allianties aan met andere vorsten ter verdediging, dan wel uitbreiding van de bezittingen. Duidelijk werd, dat ondanks zijn gedegen opleiding als geestelijk leider (filosofie en theologie) het accent van zijn pontificaat meer en meer was komen te liggen op de invulling van de wereldlijke macht van de kerkelijke staat

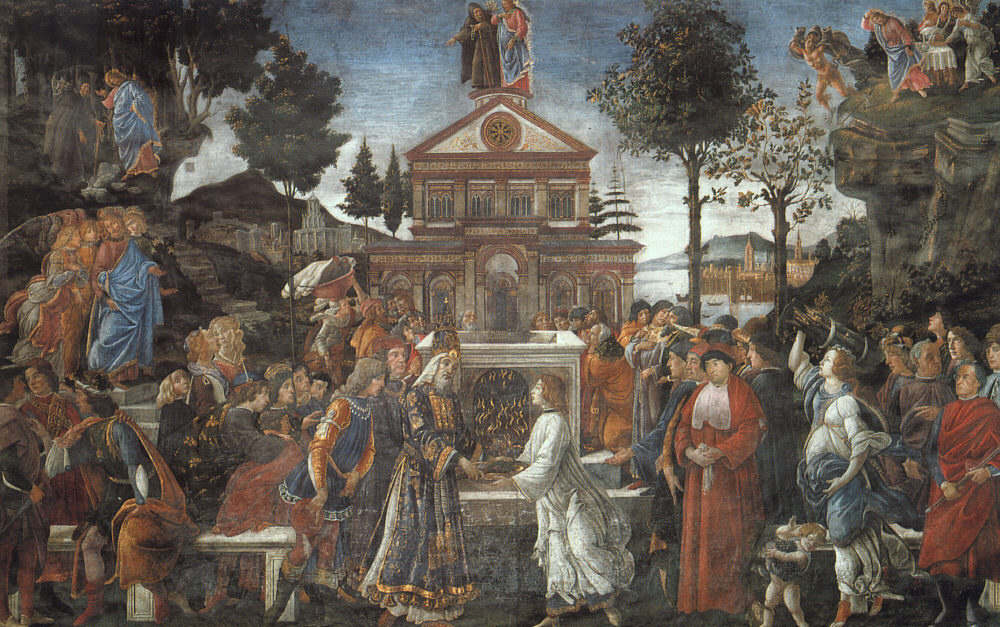
De verzoeking van Christus door Sandro Botticelli c.s. (Sixtijnse kapel)

Om verdere uitdrukking te geven aan de macht en de grandeur van het pauselijk hof was Sixtus IV tevens van mening dat de verbetering van de stedenbouwkundige structuur van de stad Rome, evenals de artistieke uitstraling niet onder mochten doen in vergelijking tot andere gebieden. Hiertoe liet hij o.a. wegen aanleggen, bruggen bouwen en gebouwen opknappen en blies hij nieuw leven in de bibliotheek van het Vaticaan. Ook de voormalige Capella Maggiore (de grote kapel, de huiskapel van de paus) liet hij volledig vervangen door een nieuw gebouw, de huidige Sixtijnse Kapel. Voor de decoratie in de nieuwe kapel deed Sixtus een beroep op de kunstenaars Domenico Ghirlandaio, Sandro Botticelli, Pietro Perugino and Cosimo Rosselli.
Toch werd zijn beleid niet van harte gesteund, in de eerste plaats niet door de verschillende hervormingsbewegingen binnen de kerk, die met afschuw moesten toezien hoe de kerkelijk leiders zich ten buiten gingen aan wangedrag, waaronder overspel, simonie en misdaad (o.a. de Pazzi-samenzwering). Ook het nepotisme - dat al sinds eeuwen aan het pauselijk hof normaal was - leefde onder Sixtus IV weer sterk op, getuige de zes neven/familieleden die hij tijdens zijn pausschap benoemde tot kardinaal en die vervolgens overladen werden met giften, schenkingen en inkomstenbronnen (de in commendam kloosters). Van Pietro Riario (zoon van Sixtus’ zuster Bianca) is bekend dat hij er een hofhouding op na hield van 500 man en Raffaele Riario (zoon van de zus van Pietro Riario en al op 17-jarige leeftijd benoemd tot kardinaal) kende een zodanige enorme rijkdom, dat hij - weliswaar op latere leeftijd - met gemak een boete opgelegd door paus Leo X van 300.000 dukaten kon betalen.
| Families van Rome | Families van Rome |
| ----------------- | ----------------- |
|                   |                   |
| Colonna           | Orsini            |

Ook binnen de stad Rome, waar de twee rivaliserende families Colonna en Orsini actief waren, werd met argusogen gekeken naar de ontwikkelingen aan het pauselijk hof. De enorme verrijking van de della Rovere familie, in geld en invloed, vormden een rechtstreekse bedreiging voor hun macht, iets waaraan Sixtus trachtte tegemoet te komen door uit beide families kandidaten tot kardinaal te verheffen.
Toen op 12 augustus 1484 Sixtus IV overleed ontstond er dan ook vooral in Rome grote onrust, die zich vooral richtte tegen de Riario-tak van de familie Della Rovere. Met een pausverkiezing voor de deur moest voorkomen worden dat een van de kardinaal-nepoten het hoogste kerkelijke ambt zou gaan bekleden. Muitende groepen, aangespoord door de Romeinse families, trokken op naar het paleis van Girolamo Riario, een neef van Sixtus IV die geen kerkelijke functie bekleedde. Girolamo was op het moment van belegering niet in het paleis aanwezig, daar hij verwikkeld was in een strijd met leden van de familie Colonna bij de vesting Paliano. Zijn vrouw vluchtte vanuit het paleis naar de Engelenburcht om van daaruit de terugkeer van haar man af te wachten. Uit een overgeleverd verslag van Giovanni Burchard komen we te weten, dat er binnen de stad Rome vele plunderingen plaatsvonden, waaronder de plundering van graanschuren langs de Tiber en de plundering van schepen uit Genua, beladen met wijn.
Een deel van de bijeengekomen kardinalen voor het conclaaf vreesde voor hun leven en weigerden dan ook deel te nemen aan missen ter ere van de overleden paus. Toen zij vernamen, dat Girolamo Riario teruggekeerd was naar Rome, riepen zij hem op om buiten de stad te blijven om escalatie binnen Rome zelf te voorkomen (iets waar Girolamo overigens geen gehoor aangaf; hij nam zijn intrek in de Engelenburcht bij zijn vrouw).
Uiteindelijk werd door de kardinalen besloten, dat het conclaaf op 24 augustus zou gaan plaatsvinden. Op de 24e brak er echter een opstand uit waarbij aanhangers van de Colonna familie huizen aanvielen op het Piazza della Rotonda, bij het Pantheon. Nadat de nodige veiligheidsmaatregelen waren getroffen en een bestand was gesloten met de opstandige partijen (Girolamo trok zich terug uit de Engelenburcht, de Orsini trokken zich terug naar Viterbo en de Colonna naar Latium) kon op 25 augustus een begin gemaakt worden met het conclaaf.

## Conclaaf

### Kiescollege
Voor het conclaaf waren er 32 kardinalen beschikbaar, waarvan er 7 niet naar Rome afreisden. De samenstelling van de kiesgerechtigde kardinalen was overwegend Italiaans (21 Italiaanse kardinalen tegen 2 Spaanse, 1 Portugese en 1 Franse kandidaat), maar werd hoofdzakelijk bepaald, door de wijze waarop iedere kandidaat tot kardinaal verheven was. De belangrijkste vertegenwoordigers van de kerk bleken hun functie te danken te hebben aan één (of een combinatie) van de volgende drie factoren:
| 1. Nepotisme                                                                        | 1. Nepotisme  | 1. Nepotisme                                 | 1. Nepotisme            | 1. Nepotisme |
| ----------------------------------------------------------------------------------- | ------------- | -------------------------------------------- | ----------------------- | ------------ |
| Kardinaal                                                                           | Nationaliteit | Nepoot van/Benoemd door                      | Nepoot van/Benoemd door | Aanwezig     |
| Rodrigo de Borja y Borja                                                            | Spaanse       | Paus Calixtus III                            | Paus Calixtus III       | Ja           |
| Luis Juan del Milà y Borja                                                          | Spaanse       | Paus Calixtus III                            | Paus Calixtus III       | Nee          |
| Francesco Todeschini-Piccolomini                                                    | Italiaanse    | Paus Pius II                                 | Paus Pius II            | Ja           |
| Marco Barbo                                                                         | Italiaanse    | Paus Paulus II                               | Paus Paulus II          | Ja           |
| Giovanni Battista Zeno                                                              | Italiaanse    | Paus Paulus II                               | Paus Paulus II          | Ja           |
| Giovanni Michiel                                                                    | Italiaanse    | Paus Paulus II                               | Paus Paulus II          | Ja           |
| Giuliano della Rovere                                                               | Italiaanse    | Paus Sixtus IV                               | Paus Sixtus IV          | Ja           |
| Girolamo Basso della Rovere                                                         | Italiaanse    | Paus Sixtus IV                               | Paus Sixtus IV          | Ja           |
| Raffaele Sansoni Riario                                                             | Italiaanse    | Paus Sixtus IV                               | Paus Sixtus IV          | Ja           |
| Domenico della Rovere                                                               | Italiaanse    | Paus Sixtus IV                               | Paus Sixtus IV          | Ja           |
| 2. Op voordracht van of ter verbetering van betrekkingen met Europese vorstenhuizen |               |                                              |                         |              |
| Kardinaal                                                                           | Nationaliteit | Op verzoek van                               | Benoemd onder           | Aanwezig     |
| Thomas Bourchier                                                                    | Engelse       | koning Eduard IV van Engeland                | Paus Paulus II          | Nee          |
| Jean Balue                                                                          | Franse        | koning Lodewijk XI van Frankrijk             | Paus Paulus II          | Nee          |
| Philibert Hugonet                                                                   | Franse        | Karel de Stoute                              | Paus Sixtus IV          | Ja           |
| Jorge da Costa                                                                      | Portugese     | Alfons V van Portugal                        | Paus Sixtus IV          | Ja           |
| Gabriele Rangoni di Verona                                                          | Italiaanse    | Matthias Corvinus-koning van Hongarije       | Paus Sixtus IV          | Ja           |
| Juan Moles de Margarit                                                              | Spaanse       | kanselier van Aragon                         | Paus Sixtus IV          | Ja           |
| Charles de Bourbon                                                                  | Franse        | koning Lodewijk XI van Frankrijk             | Paus Sixtus IV          | Nee          |
| Pierre de Foix                                                                      | Franse        | koning Lodewijk XI van Frankrijk             | Paus Sixtus IV          | Nee          |
| 3. Vertegenwoordigers van belangrijke Italiaanse, adellijke families                |               |                                              |                         |              |
| Kardinaal                                                                           | Nationaliteit | Familie                                      | Benoemd onder           | Aanwezig     |
| Oliviero Carafa                                                                     | Italiaanse    | Carafa                                       | Paus Paulus II          | Ja           |
| Giovanni Arcimboldi                                                                 | Italiaanse    | op verzoek van Galeazzo Maria Sforza         | Paus Sixtus IV          | Ja           |
| Pietro Foscari                                                                      | Italiaanse    | neef van de Doge van Venetië                 | Paus Sixtus IV          | Ja           |
| Giovanni d'Aragona                                                                  | Italiaanse    | zoon van koning Ferdinand I van Napels       | Paus Sixtus IV          | Ja           |
| Giovanni Battista Savelli                                                           | Italiaanse    | Savelli familie                              | Paus Sixtus IV          | Ja           |
| Giovanni Colonna                                                                    | Italiaanse    | Colonna familie                              | Paus Sixtus IV          | Ja           |
| Giovanni de' Conti                                                                  | Italiaanse    | di Segi familie                              | Paus Sixtus IV          | Ja           |
| Giovanni Giacomo Schiaffinati                                                       | Italiaanse    | Milanese adel                                | Paus Sixtus IV          | Ja           |
| Giovanni Battista Orsini                                                            | Italiaanse    | Monterotondo                                 | Paus Sixtus IV          | Ja           |
| Ascanio Maria Sforza Visconti                                                       | Italiaanse    | broer van Ludovico Sforza, hertog van Milaan | Paus Sixtus IV          | Ja           |
| Paolo Fregoso                                                                       | Italiaanse    | familie van doge van Genua                   | Paus Sixtus IV          | Nee          |

- Pedro González de Mendoza (Spaanse) was een vriend van Rodrigo de Borja y Borja en werd op zijn voordracht benoemd tot kardinaal door Sixtus IV. Hij nam niet deel aan het conclaaf van 1484.
- Stefano Nardini (Italiaanse) werd tot kardinaal verheven door Sixtus IV voor verleende diensten.
- Giovanni Battista Cibo[10] (Italiaanse), voorgedragen door Sixtus IV zelf.

### Papabile
De samenstelling van het kiescollege – veelal werelds ingestelde kandidaten – bood weinig hoop aan hen die meenden, dat door de keuze van een nieuwe paus een nieuw beleid tot uitvoering zou worden gebracht en waarbij paal en perk gesteld zou worden aan de misstanden. Een van de weinige kandidaten die een ommekeer zou kunnen brengen was Marco Barbo, weliswaar een kardinaal-nepoot van paus Paulus II, maar in zijn visie sterk gericht op de humanistische beweging en in zijn optreden sterk gericht op het welzijn van anderen, wat onder andere bleek uit de vele schenkingen die hij deed aan de armen en minderbedeelden. Marco Barbo gold dan ook als een van de mogelijke opvolgers.
Een andere kandidaat voor het pausschap was Rodrigo de Borja y Borja, die inmiddels deelnam aan zijn 4e conclaaf (eerdere conclaven: 1458 (Pius II), 1464 (Paulus II) en 1471 (Sixtus IV). Hoewel het hem ontbrak aan steun van landgenoten en hij geconfronteerd werd met een sterk Italiaanse factie, had hij de beschikking over een enorm vermogen, waarmee hij de andere deelnemers kon fêteren. Al bij het begin benaderde hij de kardinalen d’Aragona, Colonna en Savelli en zegde hen geldbedragen en landerijen toe.
Van de andere kardinalen leken alleen nog Stefano Nardini en Juan Moles de Margarit papabile. Leden van de della Rovere familie, waarvan vooral Giuliano zich sterk maakte voor een (toekomstig) pausschap, zagen al snel in, dat hun kansen gering waren, niet alleen door de afkeer binnen het college van kardinalen tegen hun eventuele benoeming, maar tevens door de grote weerstand die er bestond buiten de muren van het pauselijk paleis.

### Verloop
Toen op 25 augustus de kardinalen voor het eerst bijeenkwamen om afspraken te maken over de toekomstige paus kwam de positie van de kardinalen onder een nieuwe pontifex centraal te staan. Door de sterk autocratische opstelling van Sixtus IV hadden veel kardinalen hun machtspositie zien tanen en zij waren er dan ook voorstander van, dat het college van kardinalen meer macht werd toebedeeld, waarbij de paus min of meer als voorzitter van het college zou fungeren. Deze stellingname verdeelde het kamp in twee grote facties: de factie onder leiding van Rodrigo de Borja y Borja en de factie onder leiding van Giuliano della Rovere. Laatstgenoemde was een groot voorstander van een uitbreiding van de pauselijke macht.
Na op 28 augustus een (nooit gerealiseerde) overeenkomst te hebben gesloten betreffende de macht van kardinalen versus paus, kon de stemming uiteindelijk beginnen. Voor de keuze van de nieuwe paus was een 2/3 meerderheid van kardinalen noodzakelijk, wat inhield, dat 17 kardinalen op een kandidaat moesten stemmen. Na de eerste stemronde was het Marco Barbo die 10 van de uitgebrachte stemmen voor zich wist te winnen.
Bij een volgende stemronde wist Barbo al 11 stemmen te vergaren, en dit was het moment, waarop Giuliano della Rovere meende te moeten ingrijpen. Evenals Rodrigo de Borja y Borja, waarvan gezegd werd dat hij Barbo haatte, voelde della Rovere niets voor een verkiezing van Barbo tot paus en hij besloot daarop Barbo te benaderen. Della Rovere deed Barbo een voorstel, waarbij hij hem drie extra stemmen garandeerde, als Barbo bereid was zijn paleis af te staan aan kardinaal d’Aragona. Barbo ging niet in op het voorstel omdat hij het enerzijds in strijd achtte met het canoniek recht, anderzijds omdat hij vreesde dat het paleis een centrum zou kunnen worden voor de koning van Napels, die zodoende van binnenuit een aanval op de pauselijke staat kon uitvoeren.
Met deze afwijzing van Barbo ging della Rovere vervolgens onderhandelingen aan met de Borja y Borja, waarbij hij hem voorstelde zijn kandidaat Cibo naar voren te schuiven. Daarop volgde onderhandelingen met andere kardinalen, die uiteindelijk over de streep werden getrokken door de lucratieve giften. (Uit het verslag van de al eerder genoemde Giovanni Burchard werd duidelijk, dat de kardinalen de’Conti, Barbo, Carafa, da Costa, Piccolomini, de Margarit en Zeno hiervoor niet benaderd werden).
| Kardinaal                 | Toezegging                                              |
| ------------------------- | ------------------------------------------------------- |
| Giovanni Battista Savelli | Vesting Monticelli                                      |
| Giovanni Colonna          | Vesting Ceprano, 25.000 dukaten voor restauratie paleis |
| Giovanni Battista Orsini  | Legaatschap les Marches en kasteel bij Cerveteri        |
| Philibert Hugonet         | Kasteel van Capranica en bisdom Avignon                 |
| Giovanni d'Aragona        | Pontecorvo en paleis San Lorenzo in Lucina              |
| Stefano Nardini           | Aartspriester van de St. Jan van Lateranen              |

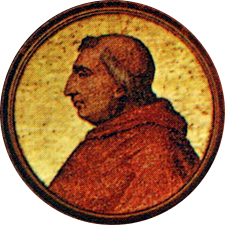
paus Innocentius VIII

Op 29 augustus werd het de kardinalen, die niet door della Rovere en de Borja y Borja waren benaderd, duidelijk, dat er voor de kandidaat Giovanni Battista Cibo 17 stemmen waren (Cibo mocht immers niet op zichzelf stemmen), waardoor de pauskeuze bezegeld was. In de laatste stemronde op 29 augustus kozen de kardinalen dan ook unaniem voor Cibo.

### Nasleep
Op 12 september 1484 werd Giovanni Battista Cibo gekroond tot paus door Francesco Todeschini-Piccolomini. Bij zijn ambtaanvaarding had hij de naam Innocentius VIII aangenomen. Door zijn verkiezing hadden de kardinalen de Borja y Borja en della Rovere bereikt wat hen voor ogen stond: doordat gebleken was, dat zij nog niet gezien werden als opvolgers was het van belang een persoon op de troon te plaatsen, waarover zij de nodige macht konden uitoefenen. Uit het pontificaat van Innocentius zou blijken dat zij hierin geslaagd waren. Innocentius was een ziekelijk man, die veel van zijn taken moest delegeren, omdat hij niet in staat was bepaalde (militaire) ondernemingen op zich te nemen. In tegenstelling tot zijn voorganger Sixtus IV genoot hij ook minder steun van door hem aangestelde kardinaal-neven, omdat de meeste voorstellen daartoe werden tegengehouden door het college van kardinalen (onder aanvoering van della Rovere).
Pausverkiezingen: 1061 · 1073 · 1086 · 1088 · 1099 · 1118 · 1119 · 1124 · 1130 · 1143 · 1144 · 1145 · 1153 · 1154 · 1159 · 1181 · 1185 · 1187 (okt.) · 1187 (dec.) · 1191 · 1198 · 1216 · 1227 · 1241 · 1243 · 1254 · 1261 · 1264-1265 · 1268-1271

Conclaven: 1276 (jan.) · 1276 (juli) · 1276 (aug.) · 1277 · 1280-1281 · 1285 · 1287-1288 · 1292-1294 · 1294 · 1303 · 1304-1305 · 1314-1316 · 1334 · 1342 · 1352 · 1362 · 1370 · 1378 · 1389 · 1404 · 1406 · 1417 · 1431 · 1447 · 1455 · 1458 · 1464 · 1471 · 1484 · 1492 · 1503 (sept.) · 1503 (okt.) · 1513 · 1521-1522 · 1523 · 1534 · 1549-1550 · 1555 (apr.) · 1555 (mei) · 1559 · 1565-1566 · 1572 · 1585 · 1590 (sept.) · 1590 (okt.) · 1591 · 1592 · 1605 (mrt.) · 1605 (mei) · 1621 · 1623 · 1644 · 1655 · 1667 · 1669-1670 · 1676 · 1689 · 1691 · 1700 · 1721 · 1724 · 1730 · 1740 ·
1758 · 1769 · 1774-1775 · 1799-1800 · 1823 · 1829 · 1830-1831 · 1846 · 1878 · 1903 · 1914 · 1922 · 1939 · 1958 · 1963 · 1978 (aug.) · 1978 (okt.) · 2005 · 2013 · 2025